# Le Club de la chance (film)
Pour les articles homonymes, voir Le Club de la chance.
Pour plus de détails, voir Fiche technique et Distribution.
Le Club de la chance (The Joy Luck Club) est un film américain réalisé par Wayne Wang et sorti en 1993.

## Synopsis
Adaptation du roman éponyme d'Amy Tan, Le Club de la chance est une exploration du conflit des générations, à la fois dans les relations mère-fille mais aussi au sein des familles multiculturelles. À San Francisco, au cours d'une grande réunion de famille, June, qui a perdu sa mère depuis peu, prend la place de celle-ci à la table de mah-jong. Les trois autres joueuses sont des mères de famille d'origine chinoise qui tour à tour vont évoquer leurs souvenirs et dévoiler leur passé, éclairant d'un jour nouveau les relations, parfois tendues ou conflictuelles, qu'elles entretiennent avec leurs filles sino-américaines.

## Fiche technique
- Titre : Le Club de la chance
- Titre original : The Joy Luck Club
- Réalisation : Wayne Wang
- Scénario : Amy Tan, Ronald Bass, d'après le roman éponyme, d'Amy Tan
- Photographie : Amir Mokri
- Montage : Maysie Hoy
- Musique : Rachel Portman
- Pays d'origine :  États-Unis
- Langue : Anglais, Mandarin, Cantonais
- Format : Technicolor Son : Dolby, Projection : 1.85 : 1, Production : 35mm
- Genre : Drame
- Durée : 139 minutes
- Date de sortie :  8 septembre 1993,  16 mars 1994

## Distribution
- Les mères
  - Kieu Chinh (VF : Yumi Fujimori) : Suyuan Woo
  - Tsai Chin (VF : Régine Blaess) : Lindo Jong
  - France Nuyen (VF : Édith Barijoana) : Ying-Ying St. Clair
  - Lisa Lu (VF : Jeanine Forney) : An-Mei Hsu
- Les filles
  - Ming-Na (VF : Anne Rondeleux) : Jing-Mei "June" Woo
  - Tamlyn Tomita (VF : Emmanuelle Bondeville) : Waverly Jong
  - Lauren Tom (VF : Michèle Buzynski) : Lena St. Clair
  - Rosalind Chao (VF : Béatrice Agenin) : Rose Hsu Jordan
- Chao Li Chi : Canning Woo
- Melanie Chang : June (à 9 ans)
- Victor Wong : Chong, le professeur de piano
- Mai Vu : Waverly (entre 6 et 9 ans)
- Ying Wu : Lindo (à 4 ans)
- Meijuan Xi : la mère de Lindo
- Guo-Rong Chin : Huang Tai Tai
- Hsu Ying Li : l'entremetteuse
- Irene Ng : Lindo (à 15 ans)
- Qugen Cao : le père de Lindo
- Anie Wang : le frère de Lindo
- Yan Lu	: l'autre frère de Lindo
- Boffeng Liang : Pedicab Driver
- Diana C. Weng : Ah Ping, la domestique de Lindo
- Dan Yu : le fiancé de la domestique
- Christopher Rich : Rich
- Nicholas Guest (en) : Trevor, le coiffeur
- Kim Chew : Mme Chew
- Jason Yee : le frère de Waverly
- Ya Shan Wu : Tin Jong, le père de Waverly
- Samantha Haw : Shoshana, la fille de Waverly
- Feihong Yu : Ying Ying (entre 16 et 25 ans)
- Russell Wong : Lin Xiao
- Grace Chang : Bai Yen, la chanteuse d'opéra
- Michael Paul Chan : Harold, le mari de Lena
- Melissa Tan : Jennifer Jordan, la fille de Rose
- Yi Ding : An Mei (à 9 ans)
- Emmy Yu : An Mei (à 4 ans)
- Vivian Wu : la mère d'An Mei
- Lucille Soong : Popo
- You Ming Chong : l'oncle d'An Mei
- Andrew McCarthy : Ted Jordan
- Jack Ford : M Jordan, le père de Ted
- Diane Baker : Mme Jordan, la mère de Ted
- Tian-Ming Wu : Wu Tsing
- Elizabeth Sung : la deuxième épouse

## Récompenses
Le film a été proposé pour les récompenses suivantes :
- BAFTA 1995
  - Meilleure adaptation

- Artios, Casting Society of America 1994
  - Meilleur casting dans la catégorie Drame

- WGA Award 1994
  - Meilleur scénario (d'après une œuvre existante)

- Young Artist Awards 1994
  - Melanie Chang
  - Mai Vu
  - Irene Ng

Il a obtenu les prix suivants :
- Artios, Casting Society of America 1994
  - Meilleur casting dans la catégorie Drame : Risa Bramon Garcia et Heidi Levitt

- Young Artist Awards 1994
  - Meilleure actrice de moins de 10 ans dans un film : Melanie Chang